# 松谷賢示
松谷 賢示（まつたに けんじ、1969年8月22日 - ）は、ケン名義で活動している日本のお笑い芸人、俳優。吉本興業所属。水玉れっぷう隊のメンバーであり、吉本新喜劇の座員。相方はアキ。奈良県吉野郡天川村洞川出身（桜井市育ち）。

## 略歴
陸上自衛隊の元自衛官。陸上自衛隊体力検定1級。自衛隊除隊後、のちの相方であり高校時代からの友人であるアキと横山アラン・ドロンが経営するショーパブ『アランドロン』でお笑いやダンスを学ぶ。ショーパブで働きながら、心斎橋筋2丁目劇場のコンテストに水玉れっぷう隊で出場し優勝。2丁目劇場時代は、千原兄弟、メッセンジャー、ジャリズム、陣内智則らと共に人気を博した。
お笑い、歌、ダンスの実力を認められ、2000年に宮本亜門のミュージカル『ボーイズタイム』に出演。それをきっかけに2001年に上京。ミュージカルなどの活躍が三谷幸喜の目に留まり、ドラマ『合い言葉は勇気』、2004年にはNHKの大河ドラマ『新選組!』に隊士・佐伯又三郎役で出演。このドラマでの佐伯は八木家の元使用人という設定であった。
テレビ東京の深夜番組『アイアイタイフーン』で、芸人バンド「GB」を結成し、ボーカルを担当。
2018年8月に吉本坂46のオーディションに合格し、正式メンバーの1人として発表された。
2025年には新喜劇の新星を発見する『吉本新喜劇 第12個目金の卵オーディション』に応募し、合格。相方であるアキも在籍している新喜劇にコンビで在籍することになった。オーディションの参加に伴い、活動拠点を東京から再び関西に戻した。

## 出演

### テレビバラエティー
- アイアイタイフーン（テレビ東京）
- クイズ!紳助くん（朝日放送）
- 世界ウルルン滞在記（毎日放送）
- 芸人報道（日本テレビ）
- ごきげん!ブランニュ（朝日放送）
- 水曜日のダウンタウン（TBSテレビ）
- 芸人キャノンボール（TBSテレビ）
- サンデージャポン（TBSテレビ）
- やりすぎコージー（テレビ東京）
- SASUKE（TBSテレビ）
- 明石家電視台（毎日放送）

### テレビドラマ
- 合い言葉は勇気（フジテレビ、2000年7月6日 - 9月） - 林八郎 役
- 新選組!（NHK総合、2004年1月11日 - 12月） - 佐伯又三郎 役
- 京阪沿線物語〜古民家民泊きずな屋へようこそ（テレビ大阪 / BSテレ東、2021年1月 - 3月） - 美山キヨシ 役
- ドラゴン桜（TBS・2021年） - 辻圭輔 役

### インターネット番組
- 街録ch〜あなたの人生、教えて下さい〜（YouTube番組、2021年）

### 映画
- 恋のスノボーエンジェル（1997年）
- ミスター・ルーキー（2002年）
- キラーズ（2002年）
- どぶいた（2008年）
- BROTHER〜地より濃いもの〜（2008年）
- サンブンノイチ（2014年）
- ミナミの帝王（2015年）
- デメキン（2017年）
- 探偵は今夜も憂鬱な夢を見る（2017年）

### 舞台
- 吉本新喜劇
- BOYS TIME
- イシマツ〜踊る東海道〜
- shuffle
- お〜い!竜馬
- スナック玉ちゃん
- 劇団間座「発明王」
- 石田笑店
- 大坂の陣

## 作品

### シングル
吉本坂46
- 泣かせてくれよ（2018年12月26日、SRCL-11019） - EAN 4547366384581
- 今夜はええやん（2019年5月8日、SRCL-11148/9） - EAN 4547366399615